# Euproctis egregia
Euproctis egregia är en fjärilsart som beskrevs av Swinhoe 1903. Euproctis egregia ingår i släktet Euproctis och familjen tofsspinnare. Inga underarter finns listade i Catalogue of Life.